# Deux Femmes au bain
Deux Femmes au bain est un tableau de Joseph-Marie Vien réalisé vers 1763 conservé dans les collections du musée Henri-Martin de Cahors.

## Historique de l'œuvre
En 1763, est attribué pour la première fois le nom de Pompéi à la cité de Civita découverte en 1748. Les découvertes scientifiques et archéologiques sur l'Antiquité permettent de redécouvrir les mœurs  et l’architecture de la période. Cette ferveur pour le modèle à l’antique va inspirer alors bon nombre d’artistes. Ce goût donnera naissance au Néoclassicisme, mouvement artistique en réaction au baroque, qui préfère la perfection de la ligne à la couleur et dans lequel les artistes représentent les découvertes antiques sous l’influence de J.J. Winckelmann.
Deux femmes au bain est une huile sur toile commandée par le duc d’Orléans à Joseph-Marie Vien et exposée au Salon de 1763. La version du Musée Henri-Martin en serait une réplique. En effet, plusieurs versions sont mentionnées dans diverses collections et institutions. Ainsi une vente du 15 février 1854 recense un exemplaire dans la collection du Baron Servatius, général de division puis dans celle du Baron Evrard Rhoné en mai 1861. La réplique cadurcienne fait quant à elle partie d’un dépôt du Louvre de 1872. D'abord attribué au peintre Jean-Jacques Lagrenée, le tableau fut réattribué après son arrivée à Cahors. Il a été exposé juste après son acquisition en 1873 à la demande de la société des Études littéraires, scientifique et artistique du Lot, dans le cadre de l’exposition des Beaux-Arts organisée à Cahors. Le conservateur alors en poste était M. Calman. Il a été exposé une seconde fois en 1883 au musée Henri-Martin sous la présidence de MM. Dangé-D’Orsay. La toile selon le catalogue du musée était accrochée à côté de deux tableaux anonymes,  Le tombeau de Saint Spiridon évêque de Trémithonie  et  Femme lisant , provenant d’un don de M. le docteur Ch. Caviole. Par la suite Deux femmes au bain a figuré dans diverses expositions notamment lors de trois éditions de l’Exposition des Beaux-arts et de l’industrie à Cahors.

## Description
Le tableau, de style néo-classique, représente deux femmes nues prenant ou sortant du bain. L’architecture des lieux s’inspire de l’antiquité. La lumière est douce et vient éclairer essentiellement le sujet principal, une femme appuyée à la balustrade à moitié nue, couverte en partie d’un drapé blanc. Une autre femme, présente dans la scène, également à moitié nue et drapée de rouge est agenouillée au pied de la première et lui tient le pied. Un flacon et un drap bleus ajoutent une couleur supplémentaire à l’ensemble de la toile.

## Analyse
La composition est rectiligne et rigoureuse et les courbes non exagérées. Les colonnes cannelés et le vase métallique de l’arrière-plan s’équilibrent avec les courbes de la balustrade, du bassin et le déhanchement de la jeune femme. 
Selon l’ancien titre de l’œuvre, « Callisto, nymphe de Diane, sortant du bain, accompagnée de sa suivante », on peut y voir l'illustration du sujet mythologique de Callisto qui séduite par Jupiter et enceinte de ce dernier, fut transformée en ourse par Diane furieuse.

## Réception
L’accueil de l’œuvre fut favorable. Voici ce qu'a écrit Diderot à son sujet lors de l'exposition de l'original de Joseph-Marie Vien au Salon de 1763 : 

« Les tableaux que Vien a exposés cette année sont tous du même genre, et comme ils ont presque tous le même mérite, il n'y a qu'un seul éloge à en faire : c'est l'élégance des formes, la grâce, l'ingénuité, l'innocence, la délicatesse, la simplicité, et tout cela joint à la pureté du dessin, à la belle couleur, à la mollesse et à la vérité des chairs. »

Le Mercure de France quant à lui insiste sur l'aspect plaisant de l’œuvre :

« On est affecté d'un Tableau piquant, où la Nature sans voiles, dans une attitude fort simple, mais souple et gracieuse, attire, flatte et rappelle nos regards. Ce Tableau offre l'image d'une Femme sortant du bain et servie par une Esclave. Il règne sur la principale Figure un bel effet de lumière qui donne de l'éclat à la carnation, et le dessein nous en a paru assez correct et assez élégant pour plaire autant aux Amateurs des moyens pratiques de l'Art, qu'à ceux qui n'en jugent que par les effets. »